# 天数智芯
天数智芯是中国一家通用GPU芯片及高性能算力系统提供商。天数智芯在2015年成立于南京，创立之初主要研发算力加速软硬件产品，后主要开发AI芯片。
公司董事长刁石京，曾任紫光国微董事长、長江存儲执行董事。首席科学家郑金山，曾在AMD带领上海芯片设计团队参与过多个GPU芯片的研发。

## 公司产品
天垓100加速卡。
智铠100：AI推理芯片。

## 历史
2015年，曾在甲骨文任职的李云鹏创建了天数智芯。
2020年5月，天数智芯的天垓100芯片首次流片，累计订单金额接近2亿元人民币。
2021年5月，刁石京出任天数智芯董事长兼总经理。
2021年11月，天数智芯完成12亿元人民币的C轮融资，该轮融资由沄柏资本和大钲资本联合领投。
2022年7月，董事长刁石京和紫光集团前董事长趙偉國被带走调查，此后与外界失联。
2022年7月，天数智芯完成D轮投资，包括厚朴投资在内的多家机构参与。
2024年1月，报道称红杉中国投资了天数智芯。